# Gianni Infantino
Gianni Infantino (Brig-Glis, 23 de març de 1970) és un advocat suís d'ascendència italiana, que des del 26 de febrer de 2016 és president de la FIFA. Va ser el Secretari general de la UEFA des de 2009 fins a 2016.
El 26 d'octubre de 2015, va rebre el suport del Comitè Executiu de la UEFA a la seva candidatura a la Presidència de la FIFA al Congrés extraordinari de la FIFA, del febrer de 2016. El mateix dia va confirmar la seva candidatura en presentar les declaracions de suport.

## Biografia
És fill d'italians i té les nacionalitats suïssa i italiana. Va estudiar dret a la Universitat de Friburg (Suïssa) i parla italià, francès, alemany, anglès, espanyol i àrab de forma fluida. Està casat amb una libanesa i té quatre fills.
Abans d'entrar a la UEFA, va treballar com a Secretari General del Centre Internacional d'Estudis Esportius (CIES) a la Universitat de Neuchâtel i prèviament havia estat assessor de diversos organismes de futbol a Itàlia, Espanya i Suïssa.

### Carrera a la UEFA
Va ser l'agost de 2000 quan va arribar a la UEFA, treballant en una gamma de qüestions legals, comercials i professionals del futbol. Va ser nomenat Director d'Assumptes Jurídics i Llicències de les Divisions de Clubs el gener de 2004. Durant tot aquest temps també va conduir el treball de la UEFA en el foment de contactes estrets amb la Unió Europea, el Consell d'Europa i les autoritats governamentals. Va ser ascendit a Secretari General Adjunt el 2007.
Infantino va ser novament ascendit a Secretari General de la UEFA, un càrrec que va exercir des d'octubre de 2009 fins al febrer de 2016. Al capdavant de l'administració de la UEFA, Gianni Infantino va impulsar iniciatives com el ''Financial Fair Play'', el suport comercial a les associacions nacionals i el desenvolupament de competicions de la UEFA en tots els nivells del joc. Va supervisar l'expansió de l'Eurocopa 2016 a 24 equips i va tenir un paper integral en la concepció de la Lliga de les Nacions de la UEFA i l'Eurocopa 2020 que es durà a terme en 13 països europeus. Actualment també és membre del Comitè de reforma de la FIFA.

### Negociacions amb el govern de Grècia
L'any 2015, el govern grec va decidir introduir una nova llei d'esports, després de l'escàndol en el futbol a Grècia per actes de violència i corrupció. Gianni Infantino, en aquell temps Secretari General de la UEFA, va conduir les negociacions amb el govern grec. La UEFA i la FIFA van donar suport a la Federació Hel·lènica de Futbol i van enviar un advertiment a Grècia que pot suposar una suspensió en el futbol internacional per ingerència del govern.

### President de la FIFA
Gianni Infantino va confirmar la seva decisió a presentar-se a la Presidència de la FIFA el 26 d'octubre de 2015, després de rebre el suport unànime del Comitè Executiu de la UEFA el mateix dia. Va haver de presentar les declaracions de suport.
El 26 de febrer de 2016, Infantino va ser elegit president de la FIFA en un Congrés extraordinari celebrat a Zúric. Després d'una disputada primera votació, va aconseguir una àmplia majoria en la segona volta en aconseguir 115 vots dels 207 possibles (representant un 55,55%), superant Salman Al-Khalifa, que va obtenir 88 vots. Ali Bin Ebrahim Al Hussein i Jérôme Champagne no van superar la primera volta de la votació.